# إيدة لو (تشاراويماق)
إيدة لو (بالفارسية: ایده‌لو) هي منطقة سكنية تقع في قسم قوريتشاي الشرقي الريفي في إيران. يقدر عدد سكانها بـ 81 نسمة .